# Mecopisthes nicaeensis
Mecopisthes nicaeensis là một loài nhện trong họ Linyphiidae.
Loài này thuộc chi Mecopisthes. Mecopisthes nicaeensis được Eugène Simon miêu tả năm 1884.